# Kanekoa lirata
Kanekoa lirata är en skalbaggsart som beskrevs av Holzschuh 1991. Kanekoa lirata ingår i släktet Kanekoa och familjen långhorningar. Inga underarter finns listade i Catalogue of Life.